# Trichovelleda rufula
Trichovelleda rufula – gatunek chrząszcza z rodziny kózkowatych i podrodziny zgrzypikowych. Jedyny przedstawiciel rodzaju Trichovelleda.

## Zasięg występowania
Gatunek ten występuje w Kenii.